# Máximos Charakópoulos
Máximos Charakópoulos (en grec Μάξιμος Χαρακόπουλος), né le 10 octobre 1968 à Larissa en Grèce, est un homme politique grec.

## Biographie
Aux élections législatives grecques de janvier 2015, il est élu député au Parlement grec sur la liste de la Nouvelle Démocratie dans la circonscription de Larissa.